# ناماستي (من الأفضل الاتصال بسول)
«ناماستي» (بالإنجليزية: Namaste)‏ هي الحلقة الرابعة للموسم الخامس من مسلسل إيه إم سي التلفزيوني الدرامي من الأفضل الاتصال بسول، المسلسل يُعتبر بادئة من مسلسل اختلال ضال. تم بث الحلقة في 9 مارس 2020 على قناة إيه إم سي بالولايات المتحدة. خارج الولايات المتحدة، تم عرض الحلقة لأول مرة على خدمة البث نتفليكس في عدة بلدان.

## الاستقبال

### التقييمات
شاهد الحلقة 1.22 مليون مشاهد في أول بث لها، وهو ما يمثل زيادة طفيفة عن الأسبوع السابق البالغ 1.18 مليون مشاهد.

## وصلات خارجية
- «ناماستي» على إيه إم سي (بالإنجليزية)
- «ناماستي» على قاعدة بيانات الأفلام على الإنترنت (بالإنجليزية)